# Helena Foulkes

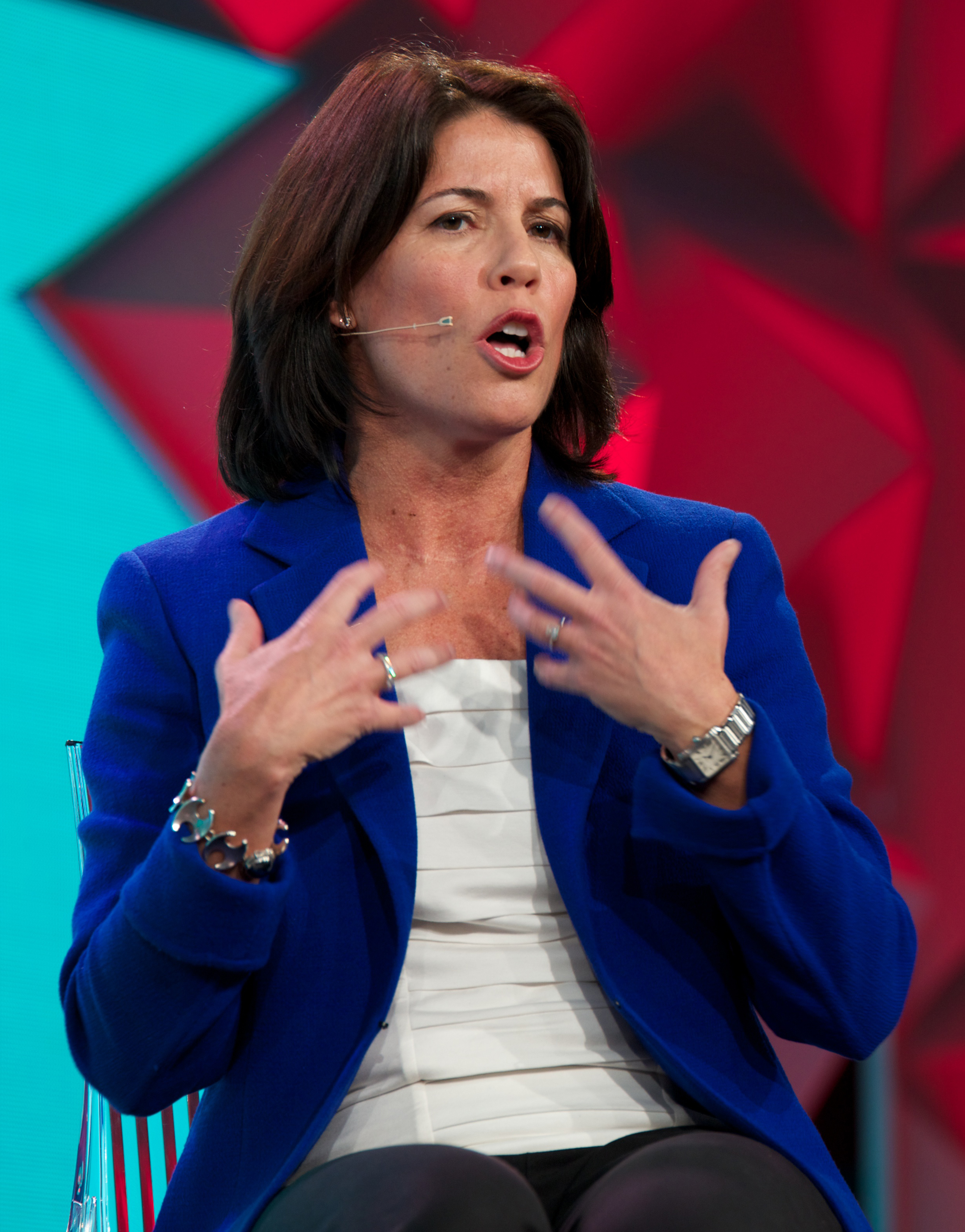
Helena Foulkes, 2014

Helena Grace Foulkes, geb. Helena Buonanno (* 1963 oder 1964) ist eine US-amerikanische Managerin.

## Werdegang
Sie ist die Älteste von fünf Kindern und Tochter eines Rechtsanwalts. Ihren B.A. absolvierte sie an der Harvard University mit magna cum laude. Dort lernte sie auch ihren späteren  Ehemann W. G. Foulkes kennen, den sie 1989 in einer römisch-katholischen Hochzeitszeremonie heiratete. Danach arbeitete sie kurzfristig bei Goldman Sachs und Tiffany & Co., ehe sie mit dem MBA ihre Studien in Harvard beendete. Im Jahr 1992 begann sie bei der Drogeriefachhandelskette CVS Health zu arbeiten. In der weitverzweigten Firma der Gesundheits- und Pharmabranche mit ihren 9600 Ladengeschäften und 18 regionalen Verteilzentren brachte sie es zur Vizepräsidentin und CMO.
Seit dem 19. Februar 2018 ist sie CEO der Hudson’s Bay Company,  des ältesten eingetragenen Unternehmens von Kanada.
Sie ist Mutter von vier Kindern.